# Panamá nos Jogos Olímpicos de Verão de 1992
O Panamá participou dos Jogos Olímpicos de Verão de 1992 na cidade de Barcelona, na Espanha. Nessa edição dos jogos o país não teve medalhistas.